# Grant Gilchrist
Grant Stuart Gilchrist (Stirling, 9 agosto 1990) è un rugbista a 15 britannico, internazionale per la Scozia, che gioca nel ruolo di seconda linea con l'Edimburgo nel Pro14.

## Biografia
Gilchrist iniziò a giocare nel 2011 con l'Edimburgo nel campionato Pro12. Due anni dopo avvenne anche il suo debutto a livello internazionale con la Scozia affrontando la Francia in una partita valevole per il Sei Nazioni 2013. Fu convocato per disputare la Coppa del Mondo di rugby 2015, giocando da titolare contro Giappone e Stati Uniti durante la fase a gironi.